# Richard Graul

Richard Graul, 1910

Richard Graul (* 24. Juni 1862 in Leipzig; † 25. Dezember 1944 ebenda) war ein deutscher Kunsthistoriker und Museumsdirektor.

## Leben

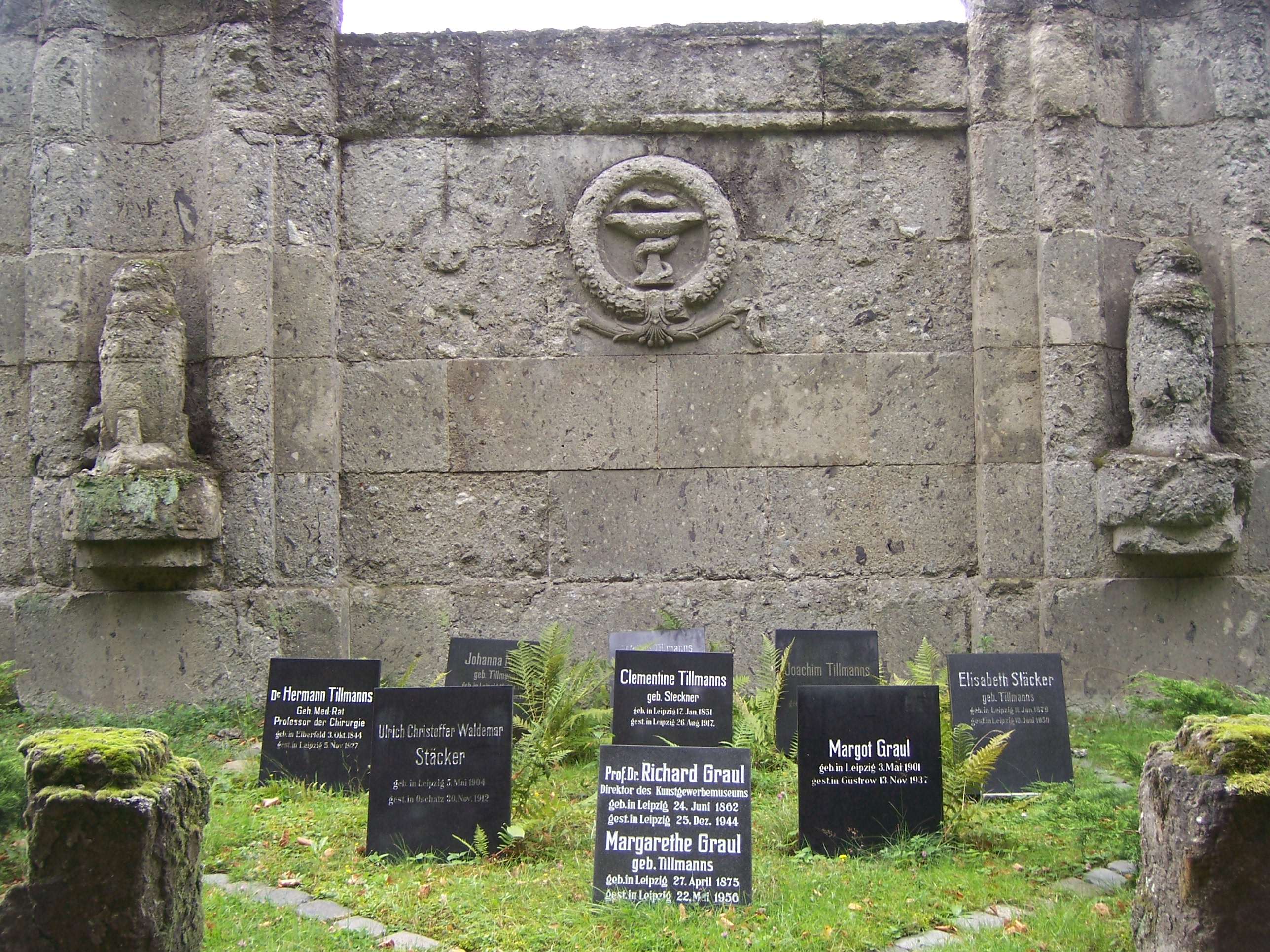
Grabstätte Richard Graul auf dem Südfriedhof in Leipzig

Der Sohn eines Tapetenmusterzeichners und Fabrikanten absolvierte eine Buchhandelslehre in Frankfurt am Main. 1881 trat er in das Frankfurter Musterzeichner-Atelier seines Vaters ein, wo er sich erstmals mit Kunstgewerbe beschäftigte. 1888 promovierte er in Zürich mit einer Dissertation über die Geschichte der dekorativen Skulptur in den Niederlanden während des 16. Jahrhunderts. Von 1889 bis 1892 war er Sekretär der Gesellschaft für vervielfältigende Kunst in Wien und daneben bis 1894 Redakteur ihrer Zeitschrift „Die graphischen Künste“. 1892 begann er als Volontär in der Skulpturensammlung und der Gemäldegalerie der Berliner königlichen Museen, dort wurde er 1894 Assistent an der Nationalgalerie und arbeitete 1896 am Kunstgewerbemuseum bei Julius Lessing.
1896 verließ Graul Berlin und ging an das Leipziger Kunstgewerbemuseum, dessen Direktor er von 1896 bis 1929 war. Seit 1924 stand er auch dem Museum der bildenden Künste in Leipzig vor. Graul entwickelte das Leipziger Kunstgewerbemuseum zu einem Museum von europäischem Rang, seine vielfältigen Aktivitäten prägten das Museum nachhaltig.
1920 gründete er die Grassimesse, eine von der Leipziger Messe unabhängige Verkaufsmesse. Sie fand in den Räumen des Museums zur gleichen Zeit wie die Frühjahrs- und Herbstmesse statt. Graul initiierte den Bau des Neuen Grassimuseums, der von 1925 bis 1929 erfolgte. Bereits ab 1926 konnte das Haus abhängig vom Baufortschritt bezogen werden. So fand die Grassimesse 1926 schon im Flügel an der Hospitalstraße (heute Prager Straße) statt. Sie entwickelte sich unter Grauls Leitung zu einer Kunstgewerbemesse mit hohem Qualitätsanspruch. Internationale Aufmerksamkeit konnte er mit der großen Sonderausstellung „Europäisches Kunstgewerbe 1927“ im neuen Museumsbau erregen. Sie machte das Grassimuseum europaweit bekannt.
Graul war Begründer der Zeitschrift „Das Museum“ (1886) und Mitbegründer und zeitweiliger Redakteur der Kunstzeitschrift „Pan“ (1894–1896). Er war 1898/1899 Redakteur und von 1925 bis 1931 Herausgeber der „Zeitschrift für bildende Kunst“.
Graul war Mitglied in mehreren Gremien des Museumswesens, u. a. der Kunstgeschichtlichen Gesellschaft Berlin, des Deutschen Werkbundes und der sächsischen Landesstelle für Kunstgewerbe in Dresden. Außerdem war er Begründer und langjähriger Vorsitzender der Gesellschaft der Freunde des Kunstgewerbemuseums Leipzig. Zu seinen Enkeln gehörte der 1926 in Leipzig geborene Peter Neumann (Geschäftsführer der Saarbrücker Druckerei und Verlag GmbH).

## Publikationen
- Denkschrift über die Entwicklung des Kunstgewerbe-Museums und die Notwendigkeit eines Museumsneubaus. Hedrich, Leipzig 1910.
- Einführung in die Kunstgeschichte. Kröner, Leipzig 1887. (8. Auflage 1923.)
- Bilderatlas zur Einführung in die Kunstgeschichte. Seemann, Leipzig 1907. (6. Auflage.)